# Pleopis schmackeri
Pleopis schmackeri is een watervlooiensoort uit de familie van de Podonidae. De wetenschappelijke naam van de soort is voor het eerst geldig gepubliceerd in 1889 door Poppe.